# Les Granges-le-Roi
Les Granges-le-Roi település Franciaországban, Essonne megyében. Lakosainak száma 1187 fő (2022. január 1.). Les Granges-le-Roi Dourdan, Corbreuse, La Forêt-le-Roi, Richarville és Roinville községekkel határos.

## Népesség
A település népességének változása:
| Lakosok száma | 1154 | 1201 | 1230 | 1198 | 1187 | 1177 | 1184 | 1183 | 1187 |
|               | 2013 | 2015 | 2016 | 2017 | 2018 | 2019 | 2020 | 2021 | 2022 |